# Phenacolimax
Phenacolimax é um género de gastrópode  da família Vitrinidae.
Este género contém as seguintes espécies:
- Phenacolimax atlantica
- Phenacolimax major (A. Férussac, 1807)